# جيل هنتر
جيل هنتر (بالإنجليزية: Jill Hunter) هي منافسة ألعاب القوى بريطانية، ولدت في 14 أكتوبر 1966.

## وصلات خارجية
- جيل هنتر على موقع الاتحاد الدولي لألعاب القوى (الإنجليزية)
- جيل هنتر على موقع رابطة إحصائيات سباق الطريق (الإنجليزية)
- جيل هنتر على موقع أوليمبيديا (الإنجليزية)
- جيل هنتر على موقع اللجنة الأولمبية البريطانية (الإنجليزية)